# Mikroregion Camaquã

Mikroregion Camaquã

Mikroregion Camaquã – mikroregion w brazylijskim stanie Rio Grande do Sul należący do mezoregionu Metropolitana de Porto Alegre. Ma powierzchnię 5.829,8 km²

## Gminy
- Arambaré
- Barra do Ribeiro
- Camaquã
- Cerro Grande do Sul
- Chuvisca
- Dom Feliciano
- Sentinela do Sul
- Tapes